# Aerides falcata
Espèce
Aerides falcata est une espèce de plantes à fleurs de la famille des Orchidaceae. C'est une orchidée épiphyte d'Asie du Sud-Est.

## Synonymes
- Aerides larpentae Rchb.f. (1856)
- Aerides mendelii E. Morren (1876)
- Aerides expansa var. leoniae Rchb.f.
- Aerides leoniae (Rchb.f.) Rchb.f.
- Aerides falcata var. leoniae (Rchb.f.) A.H.Kent in H.J.Veitch
- Aerides siamense Klinge (1898)
- Aerides falcata var. maurandii Guillaumin (1953)

## Distribution
Forêts du Yunnan, Viêt Nam, Thaïlande, Laos, Cambodge et Myanmar.

## Illustrations

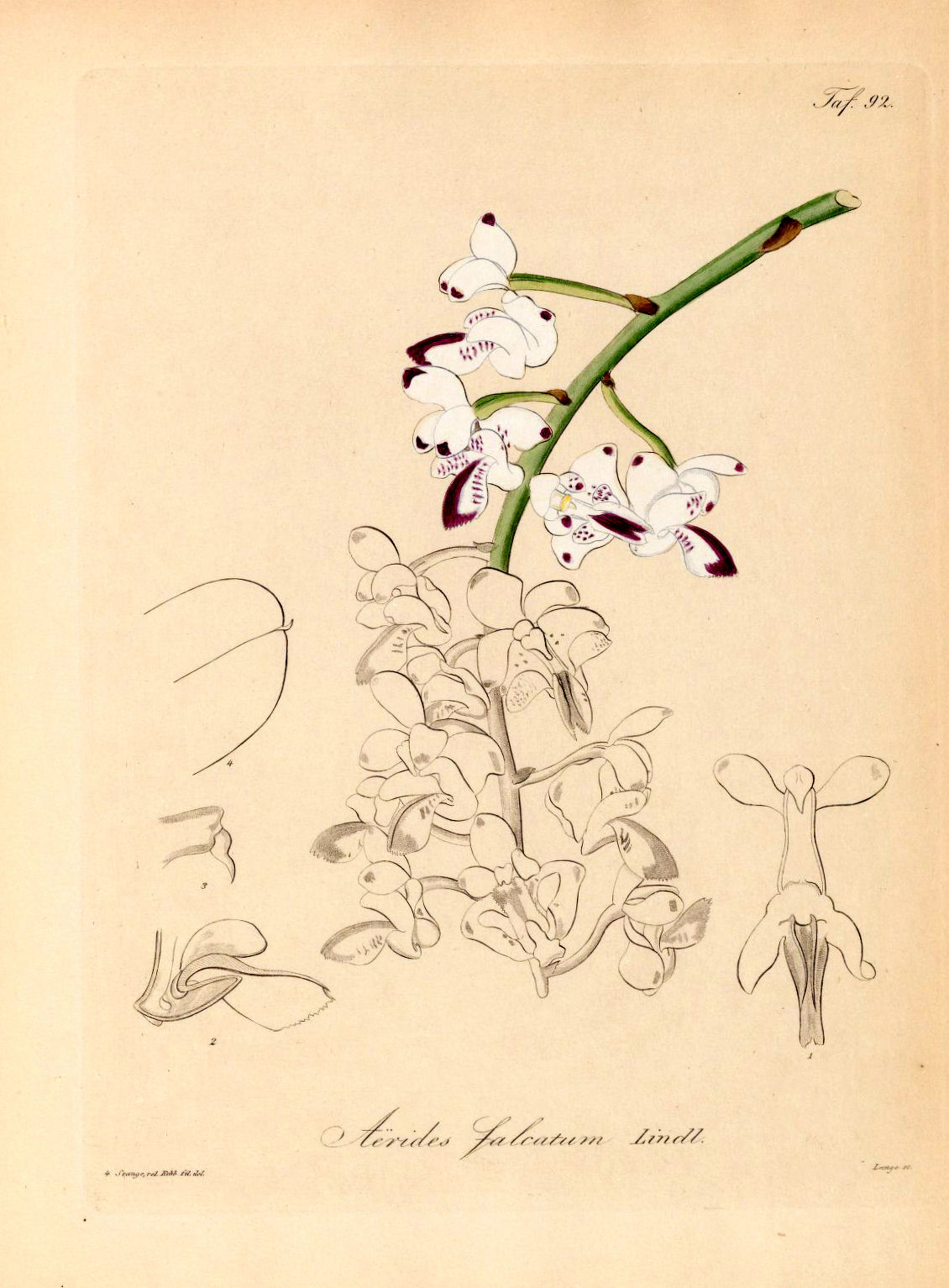
Aerides falcatum Heinrich Gustav Reichenbach 1858.
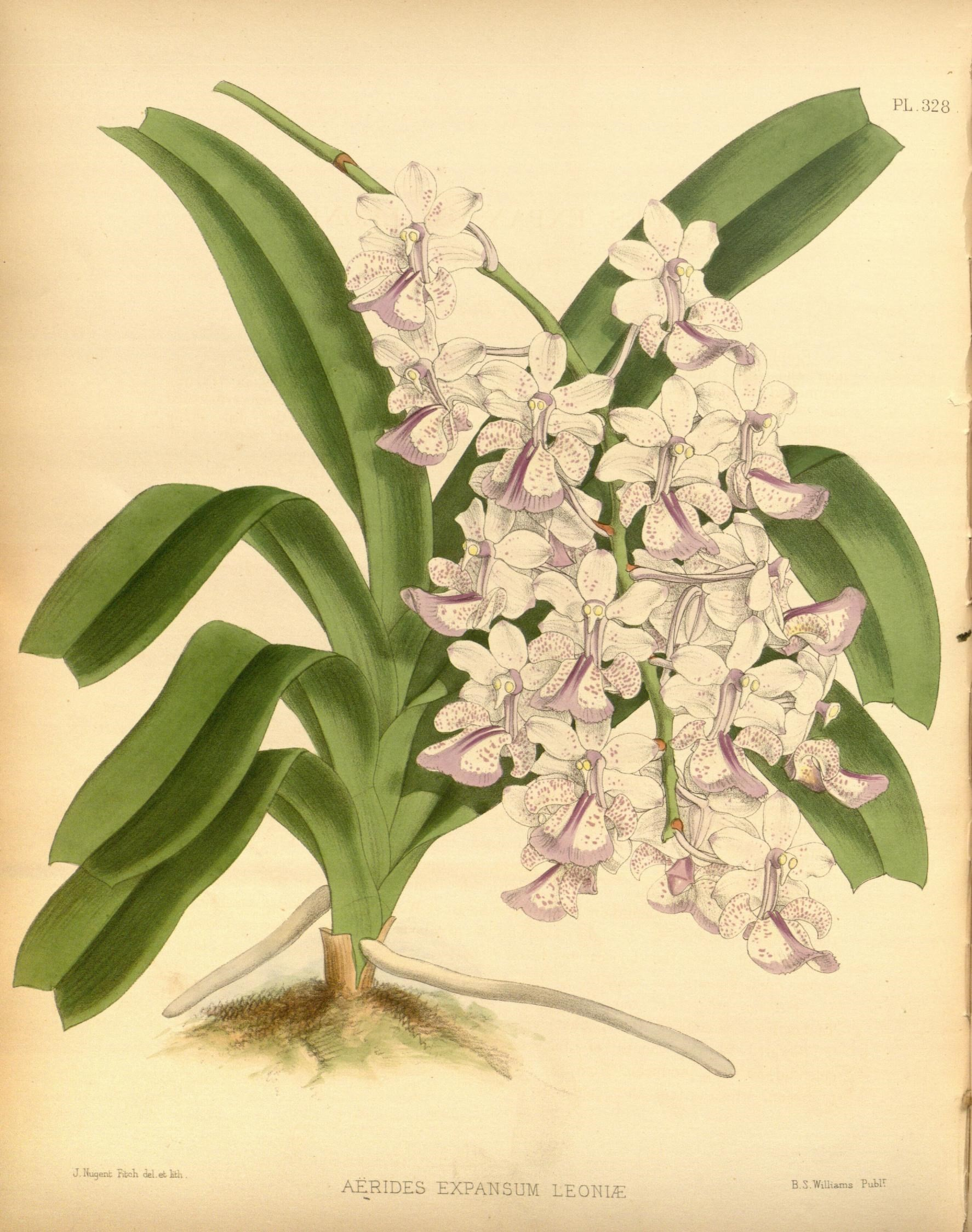
Aerides expansa The Orchid Album 1888